# Casa Lebovics
Casa Lebovics este un imobil istoric situat pe Bulevardul 3 August 1919, nr. 15, în cartierul Fabric din Timișoara.
Face parte din Situl urban „Fabric” (II), monument istoric cod LMI TM-II-s-B-06097.

## Istorie
Imobilul a fost construit in secolul al XIX-lea, cel mai probabil în a doua jumatate, după ridicarea interdicției de construire pe terenul esplanadei Cetății din 1868. În urma cercetărilor desfășurate de către Heritage of Timișoara, se indică faptul că, la începutul secolului al XX-lea, clădirea ar fi aparținut lui Roza Kunz, care deținea și Casa văduvei Kunz, din vecinătate. În perioada interbelică, conform memoriilor lui Annie Hammer, cladirea ar fi fost proprietarea unei familii de evrei.

## Descriere
Clădirea are două etaje și este realizată în stil eclectic istoricist, având elemente clasiciste, reprezentate prin cele două frontoane triunghiulare de pe fațada imobilului.